# TiMi Studios
TiMi Studios (chinois : 天美工作室群 ; pinyin : Tiānměi Gōngzuò Shìqún), filiale de Tencent Games, est un studio de développement de jeux vidéo dont le siège social se trouve à Shenzhen, en Chine, et qui possède des bureaux à Los Angeles, Chengdu et Shanghai. Fondé en 2008 sous le nom de Jade Studio, TiMi comprend plusieurs studios ayant des domaines d'expertise différents et développe des jeux de différents genres pour PC, mobile et Nintendo Switch, notamment Honor of Kings, Arena of Valor, Call of Duty: Mobile et Pokémon Unite. 

## Histoire

### 2008-2013: Origines sous le nom de Jade Studio
TiMi Studios a débuté en 2008 sous le nom de Jade Studio à Shenzhen, en Chine. Le studio a fait ses débuts sur le marché chinois des jeux sur PC avec QQ Speed (connu sous le nom de GKART et Speed Drifters sur les marchés occidentaux), le jeu de course le plus populaire de Chine. Au 2 juillet 2019, Speed Drifters compte 700 millions d'utilisateurs enregistrés, dont 200 millions de joueurs mobiles. Après Speed Drifters, le studio a publié son propre jeu de rôle en ligne massivement multijoueur (MMORPG) intitulé The Legend of Dragon en 2010 et le jeu de tir à la première personne (FPS) Assault Fire en 2012. En 2013, le studio a publié son dernier jeu PC qui est un jeu de tir à la troisième personne (TPS) intitulé Age of Gunslingers avant de faire ses débuts dans le jeu mobile avec la sortie de jeux exclusifs WeChat tels que We Match et We Run.

### 2014-2016: Formation de TiMi Studios et succès chinois
En 2014, Jade Studio a fusionné avec Wolong Studio de Chengdu et Tianmeiyiyou Studio de Shanghai pour former TiMi Studios. À la suite de cette fusion, en 2015, le studio a fait ses débuts dans le jeu mobile avec le jeu d'arène de bataille en ligne multijoueur (MOBA), Honor of Kings. En juillet 2019, Honor of Kings est le jeu mobile le plus rentable au niveau mondial du premier semestre 2019, avec plus de 728 millions de dollars de recettes.
En 2016, le studio a introduit la King Pro League (KPL) ; un esport compétitif officiel pour Honor of Kings. La KPL a marqué la première entrée des studios dans les esports, offrant une cagnotte de 12 millions de dollars.

### De 2016 à aujourd'hui: Croissance mondiale,Arena of Valor,Call of Duty: Mobileet projets futurs.
Après le succès de Honor of Kings, le studio a lancé Arena of Valor en 2016. Le jeu MOBA a été lancé sur mobile et sur Nintendo Switch dans plus de 50 pays d'Asie, d'Europe, d'Amérique du Nord et d'Amérique du Sud, élargissant ainsi la portée du studio dans le monde entier, avec plus de 13 millions d'utilisateurs actifs mensuels déclarés en mai 2019. Le jeu a fait partie de l'événement de démonstration Esports aux Jeux asiatiques 2018 et aux Jeux d'Asie du Sud-Est 2019.
Le 18 mars 2019, lors de la Game Developers Conference (GDC) à San Francisco, en Californie, Activision a annoncé qu'elle s'associait à TiMi Studios pour développer son prochain titre, Call of Duty: Mobile. Le jeu est sorti dans le monde entier le 1er octobre 2019. Au 4 octobre 2019, le jeu a dépassé les 35 millions de téléchargements et plus de 2 millions de dollars de revenus. En décembre 2019, le jeu a reçu le prix du meilleur jeu mobile aux The Game Awards.
En juillet 2019, il a été annoncé que le studio et The Pokémon Company développent un nouveau jeu Pokémon, qui a été révélé le 24 juin 2020 appelé Pokémon Unite, un jeu de stratégie en temps réel (RTS) pour mobile et Nintendo Switch,,,.
En mai 2020, le studio annonce l'arrivée de Scott Warner, ex-343 Industries et développeur d'Ubisoft, comme directeur du studio en Amérique du Nord.
Le 27 juin 2020, le studio et SNK ont annoncé un nouveau jeu mobile sans nom, Code: J, pour la franchise classique d'arcade Metal Slug.
En novembre 2020, le studio annonce que Honor of Kings a établi un record de 100 millions d'utilisateurs actifs quotidiens moyens dans le monde. 

## Liste de jeux
| Année | Titre                                               | Genre(s)                                                      | Plateforme(s)                 |
| ----- | --------------------------------------------------- | ------------------------------------------------------------- | ----------------------------- |
| 2007  | QQ Three Kingdoms                                   | Arcade                                                        | Microsoft Windows             |
| 2008  | QQ Speed (GKART / Speed Drifters)                   | Course                                                        | Microsoft Windows             |
| 2010  | The Legend of Dragon                                | Rôle en ligne massivement multijoueur                         | Microsoft Windows             |
| 2011  | The King of Dazzling Fighters / King of Combat (en) | Combat                                                        | Microsoft Windows             |
| 2012  | Assault Fire                                        | Tir à la première personne                                    | Microsoft Windows             |
| 2013  | Age of Gunslinger                                   | Tir à la troisième personne                                   | Android, iOS                  |
| 2013  | We Match                                            | Casual                                                        | Android, iOS                  |
| 2013  | We Run                                              | Casual                                                        | Android, iOS                  |
| 2014  | We Fight                                            | Casual                                                        | Android, iOS                  |
| 2014  | We Drift                                            | Casual                                                        | Android, iOS                  |
| 2014  | Let's Catch Demons Together!                        | Casual                                                        | Android, iOS                  |
| 2014  | Eliminator Alliance                                 | Casual                                                        | Android, iOS                  |
| 2014  | Fantasy Fighters                                    | Combat                                                        | Android, iOS                  |
| 2015  | Crossfire Legends                                   | Tir à la première personne                                    | Android, iOS                  |
| 2015  | Honor of Kings                                      | Arène de bataille en ligne multijoueur                        | Android, iOS                  |
| 2016  | Arena of Valor                                      | Arène de bataille en ligne multijoueur                        | Android, iOS, Nintendo Switch |
| 2017  | King of Chaos                                       | Rôle                                                          | Android, iOS                  |
| 2017  | QQ Speed: Mobile / Garena Speed Drifters            | Course                                                        | Android, iOS                  |
| 2018  | The Legend of Dragon: Mobile                        | Rôle en ligne massivement multijoueur                         | Android, iOS                  |
| 2018  | PlayerUnknown's Battlegrounds: Army Attack          | Battle royale                                                 | Android, iOS                  |
| 2018  | The King of Fighters: Destiny (en)                  | Combat                                                        | Android, iOS                  |
| 2018  | Contra: Return                                      | Run and gun                                                   | Android, iOS                  |
| 2019  | Battle Through the Heavens                          | Rôle en ligne massivement multijoueur                         | Android, iOS                  |
| 2019  | Saint Seiya: Awakening                              | Rôle stratégique au tour par tour                             | Android, iOS                  |
| 2019  | Call of Duty: Mobile                                | Tir                                                           | Android, iOS                  |
| 2021  | Pokémon Unite                                       | Arène de combat multijoueur en ligne, stratégie en temps réel | Android, iOS, Nintendo Switch |
| TBA   | Metal Slug Code: J                                  | Run and gun                                                   | Android, iOS                  |